# Too Young
«Too Young» es una canción interpretada por el cantante estadounidense Michael Jackson, incluida en su tercer álbum de estudio, Music & Me, lanzado el 13 de abril de 1973 bajo el sello discográfico Motown. La canción, escrita por Jerry Marcellino y Mel Larson, aborda temas de juventud y amor, destacando por su melancólica letra y su delicada producción.

## Composición y Producción
Too Young es una balada en la tonalidad de Do mayor (C major), caracterizada por una melodía suave y una letra que explora la experiencia de ser joven y enamorado. La canción fue compuesta por Jerry Marcellino y Mel Larson, quienes también participaron en la producción. La letra refleja la inocencia y el anhelo de la juventud, temas que Michael Jackson logra transmitir con gran autenticidad.
La producción de la canción estuvo a cargo de The Corporation, un equipo de productores responsables de muchos de los éxitos de Motown en la década de 1970. La grabación de Too Young se realizó en diciembre de 1972 en los estudios de Motown en Los Ángeles, California. El enfoque de producción se centró en crear un sonido suave y emocional que complementara la voz joven y emotiva de Jackson.

## Grabación y Arreglos
La canción cuenta con arreglos orquestales que incluyen cuerdas y vientos, diseñados para realzar la emotividad de la interpretación de Michael Jackson. Gene Page fue el encargado de los arreglos de cuerdas, los cuales aportan una atmósfera nostálgica a la canción. La percusión y el bajo, interpretados por músicos de sesión de Motown, añaden una base rítmica que sostiene la melodía sin sobrecargarla.
La mezcla de la canción, realizada por Russ Terrana, se centró en mantener la claridad vocal de Jackson, permitiendo que su interpretación se destacara. La mezcla buscó un equilibrio entre la voz y los arreglos instrumentales, asegurando que cada elemento contribuyera a la atmósfera general sin distraer de la emotividad central de la canción.

## Letra y Temática
La letra de Too Young explora el sentimiento de estar enamorado a una edad temprana y la sensación de que el amor puede ser efímero e inalcanzable debido a la juventud. La canción presenta una narrativa reflexiva sobre los desafíos y las emociones de un joven enamorado que se enfrenta a la realidad de su edad.
El enfoque en una melodía melancólica y una letra introspectiva permite que Too Young se distinga por su profundidad emocional, a pesar de la sencillez de su estructura lírica. La combinación de la letra y la producción crea una pieza que resuena con la experiencia universal del primer amor y la juventud.

## Recepción y Legado
Too Young recibió una respuesta positiva de los críticos por su sensibilidad lírica y la interpretación conmovedora de Michael Jackson. Aunque no fue lanzada como sencillo, la canción es considerada una de las baladas destacadas de Music & Me y ha sido elogiada por su capacidad para capturar la esencia de la juventud.
Con el paso de los años, Too Young ha sido reconocida como una de las canciones menos conocidas pero valiosas del catálogo de Michael Jackson, apreciada por su lirismo y la sutileza de su producción. La canción ha sido destacada en retrospectivas y análisis como un ejemplo del talento precoz de Jackson y su habilidad para interpretar temas emocionales con profundidad.

## Personal
- Michael Jackson – voz principal;
- Jerry Marcellino – compositor, productor;
- Mel Larson – compositor, productor;
- The Corporation:
- Berry Gordy, Freddie Perren, Alphonzo Mizell, Deke Richards – producción, arreglos;
- Gene Page – arreglos de cuerdas;
- James Jamerson – bajo;
- Eddie "Bongo" Brown – percusión;
- Russ Terrana – mezcla.